# Merima Denboba
Merima Denboba (née le 21 août 1974 à Arsi) est une ancienne athlète éthiopienne spécialiste du cross-country.

## Palmarès

### Championnats du monde de cross-country
- Championnats du monde de cross-country 1991 à Anvers,  Belgique
  -  Médaille d'argent de cross long par équipes
- Championnats du monde de cross-country 1992 à Boston,  États-Unis
  -  Médaille de bronze de cross long par équipes
- Championnats du monde de cross-country 1994 à Budapest,  Hongrie
  -  Médaille d'argent de cross long par équipes
- Championnats du monde de cross-country 1995 à Durham,  Royaume-Uni
  -  Médaille d'argent de cross long par équipes
- Championnats du monde de cross-country 1997 à Turin,  Italie
  -  Médaille d'or de cross long par équipes
- Championnats du monde de cross-country 1998 à Marrakech,  Maroc
  -  Médaille d'argent de cross long par équipes
- Championnats du monde de cross-country 1999 à Belfast,  Royaume-Uni
  -  Médaille d'argent de cross long
  -  Médaille d'or de cross long par équipes
- Championnats du monde de cross-country 2000 à Vilamoura,  Portugal
  -  Médaille d'or de cross long par équipes
- Championnats du monde de cross-country 2001 à Ostende,  Belgique
  -  Médaille d'or de cross court par équipes
  -  Médaille d'argent de cross long par équipes
- Championnats du monde de cross-country 2002 à Dublin,  Irlande
  -  Médaille d'or de cross long par équipes
- Championnats du monde de cross-country 2003 à Lausanne,  Suisse
  -  Médaille d'argent de cross court par équipes
  -  Médaille de bronze de cross long
  -  Médaille d'argent de cross long par équipes

### Championnats d'Afrique d'athlétisme
- Championnats d'Afrique d'athlétisme 1993 à Durban,  Afrique du Sud
  -  Médaille d'argent du 3000 m
- Championnats d'Afrique d'athlétisme 1998 à Dakar,  Sénégal
  -  Médaille de bronze du 5000 m